# Kojo Botsio

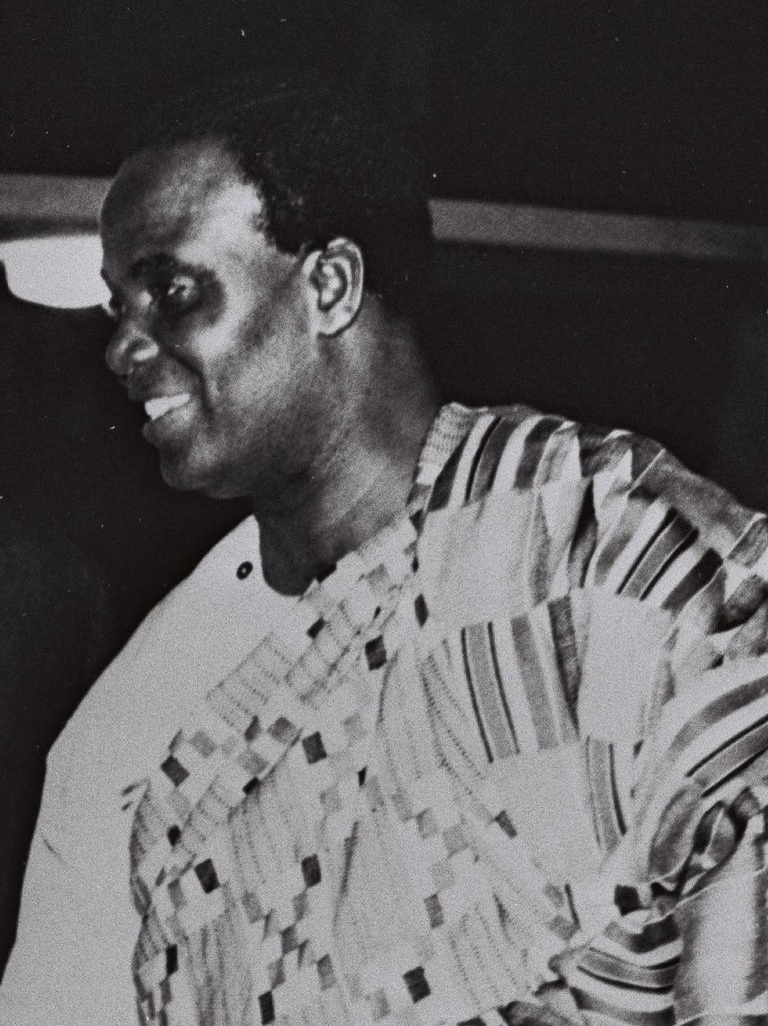
Kojo Botsio

Kojo Botsio (Winneba, 21 februari 1916 - Accra, 6 februari 2001) was een Ghanees politicus.

## Levensloop

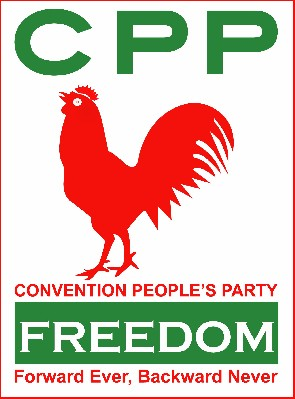
Kojo Botsio was secretaris-generaal van de Convention People's Party (CPP).

Botsio behaalde een diploma aan Adisadel College in eigen land en studeerde daarna aan Brasenose College in Oxford. Daar werd hij lid van de West Africa Students Union (WASU). In 1947 kreeg hij een leidinggevende functie aan het Abuakwa State College in Kibi. Hij werd secretaris van de jeugdafdeling van de United Gold Coast Convention (UGCC). Daarna werd hij secretaris-generaal van de Convention People's Party (CPP). Hij was een medestander van Kwame Nkrumah tot diens dood in 1972. In 1951 werd Botsio minister van Onderwijs. Tussen 1958 en 1959 en opnieuw tussen 1963 en 1965 was hij minister van Buitenlandse Zaken.
In 1973, na de militaire staatsgreep van Ignatius Kutu Acheampong, werd hij verdacht van het beramen van een staatsgreep. In december van dat jaar werd hij samen met John Tettegah, de leider van de verboden People's Action Party (PAP) hiervoor ter dood veroordeeld. Botsio speelde een belangrijke rol bij de oprichting van de People's National Party (PNP) na het einde van de militaire dictatuur in 1979.

## Onderscheiding
In 1999 kreeg Botsio de Ghanese onderscheiding Star of the Volta voor bewezen dienst.